# Jhama (cantautor)
Raphael Syl (Río de Janeiro), conocido como Jhama, es un actor, compositor y cantante brasileño. Ha actuado en telenovelas y películas brasileñas como Aquele Beijo y No Meu Lugar. 
En el campo de la música, tuvo auge componiendo las canciones "Cravo e Canela" para Anitta, "Te Ensinei Certin" para Ludmilla y "Viado" para Valesca Popozuda. En 2016, su música con la cantante brasileña Anitta "Essa Mina É Louca" fue un éxito en el carnaval.

## Discografía
|  |

### Sencillos
| Año  | Canción              | Album    | Sello discográfico  |
| ---- | -------------------- | -------- | ------------------- |
| 2016 | PiJhama              | -        | -                   |
| 2017 | Eu Quero É Que Se F… | -        | Warner Music Brasil |
| 2018 | Casa Nova            | -        | Warner Music Brasil |
| 2019 | Vermelho             | -        | Warner Music Brasil |
| 2020 | Vai Gamar            | Numa Boa | Warner Music Brasil |
| 2020 | Numa Boa             | Numa Boa | Warner Music Brasil |
| 2022 | Bem Envolvidinha     | -        | Warner Music Brasil |
| 2022 | Noronha              | -        | Warner Music Brasil |

| Año  | Canción                        | Álbum | Sello discográfico  |
| ---- | ------------------------------ | ----- | ------------------- |
| 2016 | Essa Mina É Louca (con Anitta) | Bang! | Warner Music Brasil |